# Coelichneumon coxalis
Coelichneumon coxalis är en stekelart som beskrevs av Tohru Uchida 1926. Coelichneumon coxalis ingår i släktet Coelichneumon och familjen brokparasitsteklar. Inga underarter finns listade i Catalogue of Life.